# Керпей, Енё
Енё Керпей (венг. Kerpely Jenõ, в США Юджин де Керпей, англ. Eugene de Kerpely; 1 декабря 1885, Будапешт — 5 января 1955, Лос-Анджелес) — венгерский виолончелист.

## Биография
Родился в семье учёного-металлурга, члена Венгерской академии наук Анталя Керпея и его второй жены Илоны Сенде (1857—1907), дочери военного министра Транслейтании Белы Сенде.
Учился в Музыкальной академии имени Ференца Листа (1901—1905) у Давида Поппера (виолончель), а также у Ганса фон Кёсслера (композиция). По оценке Белы Бартока, был лучшим виолончелистом в академии. В 1905—1908 гг. жил в Лондоне, гастролировал также в Германии, Франции и Нидерландах, в Париже познакомился с Пабло Казальсом и Эженом Изаи, оказавшими на него определённое влияние.
В наибольшей степени известен как бессменный участник Квартета Вальдбауэра-Керпея — одного из наиболее заметных венгерских камерных ансамблей межвоенного периода. В рамках первых концертов квартета 17 и 19 марта 1910 года были исполнены первые струнные квартеты Бартока и Золтана Кодаи, соната для виолончели и фортепиано Кодая и фортепианный квинтет Бартока — партию фортепиано исполнял сам Барток; в дальнейшем квартет исполнил премьеры трёх последующих квартетов Бартока. Кроме того, квартет знакомил венгерскую публику с музыкой таких композиторов, как Макс Регер, Клод Дебюсси, Морис Равель, Арнольд Шёнберг, Дариус Мийо.

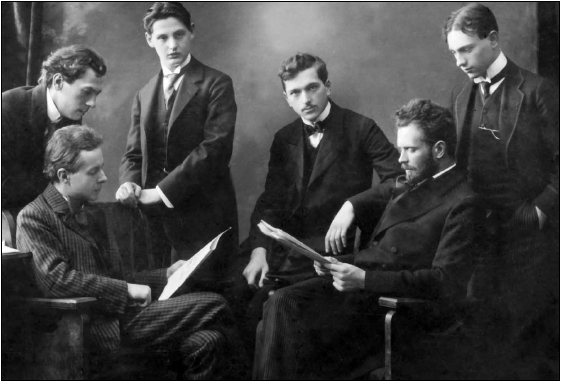
Квартет Вальдбауэра-Керпея с Бартоком и Кодаи (сидят), 1910. Енё Керпей крайний слева

Керпею посвящена соната для виолончели соло Кодая (1915), впервые исполненная им в 1918 году. Спорадически он выступал с оркестром как солист, с 1926 году постоянно выступал на радио в составе фортепианного трио с Яношем Темешвари и Тибором Полгаром, в некоторых случаях участвовал и в других камерных составах (в частности, в фортепианном трио с Дьёрдем Кошей и Альбертиной Феррари).
В 1913—1919 и 1928—1948 годах преподавал в Будапештской академии музыки (с перерывом, вызванным политической реакцией после падения Венгерской советской республики). Среди его учеников сменивший его Эде Банда и Габор Мадьяр.
В 1948 году эмигрировал в США, некоторое время выступал в Лос-Анджелесе в составе Международного трио (англ. International trio) с бывшим скрипачом Берлинского филармонического оркестра Гильбертом Баком (1902—1967) и пианисткой Делией Арвидсон. Затем преподавал в Университете Редлендса в Редлендсе (штат Калифорния), играл в составе Редлендсского фортепианного трио со скрипачом Джоном Гольцем (1920—2012) и пианистом Робертом Хордом; этому коллективу посвящено Редлендсское трио композитора Халси Стивенса. В 1954 году получил гражданство США.
Портрет Керпея написал художник Эден Марффи.

## Личная жизнь
В 1919—1920 гг. был женат на актрисе Марии Шимоньи. В 1920 году женился на Йолан Тапольчаи (венг. Tapolczai Jolán; 1899—1982). представительнице актёрской династии, в 1917 году дебютировавшей на сцене Национального театра, но после замужества в основном оставившей актёрскую карьеру; у Керпея и Тапольчаи было две дочери, Мария и Юдит. В 1937 году вступил в третий брак (продлившийся до его смерти) с Терезой Горст (урождённой Ирвайн, 1898—1993), вдовой работавшего в Венгрии британского дипломата Эдмунда Горста, впоследствии, после смерти Керпея, ставшей в США писательницей и преподавателем литературного мастерства.
В 1944—1945 гг. в доме Енё и Терезы Керпей в Будапеште скрывался от нацистов молодой композитор еврейского происхождения Иштван Анхальт, бежавший из лагеря; в 1953 г. он посвятил супругам Керпей своё фортепианное трио.